# Сеака (Побору)
Сеака (рум. Seaca) насеље је у Румунији у округу Олт у општини Побору. Oпштина се налази на надморској висини од 306 m.

## Становништво
Према подацима из 2011. године у насељу је живело 284 становника.